# Romain Pitau
Romain Pitau, né le 8 août 1977 à Douai, est un footballeur français.
Il est le fils de Eric-Victor Pitau, hockeyeur sur gazon, qui a participé notamment aux Jeux olympiques d'été de 1972 de Munich.

## Biographie
Évoluant au poste de milieu de terrain, Romain Pitau commence le football à Thumeries tout en assistant aux matchs du RC Lens dans les tribunes du stade Bollaert. Remarqué par l'encadrement du RCL, il en rejoint le centre de formation. Ayant un contrat de stagiaire, Pitau dispute deux matchs comme remplaçant lors de la saison 1997-1998, devenant champion de France avec Lens.
N'entrant pas dans les plans de l'entraîneur de l'époque, il signe dès la saison suivante à US Créteil qui évolue en National. Romain Pitau se fait remarquer lors de son passage à l'US Créteil avec qui il devient vice-champion de National en 1999. Il signe alors son premier contrat professionnel.
Après trois saisons avec le club parisien et une montée en Division 2, il signe à l'OGC Nice. Il redécouvre la Ligue 1 en 2002 à la suite de la montée de l'OGC Nice alors qu'il n'y joue que depuis une saison. Titulaire dans l'équipe azuréenne, il découvre la coupe d’Europe en participant à la Coupe Intertoto 2003.
En 2004, il quitte la Côte d'azur et rejoint le FC Sochaux-Montbéliard où il signe un contrat de quatre ans avant de prolonger d'une saison supplémentaire en 2006.Il y atteint le sommet de sa carrière, titulaire pendant cinq années au sein d'un club qui remporte la coupe de France en 2007 puis en participant au Trophée des champions la saison suivante.
Il arrive Montpellier HSC en 2009 alors que le club vient tout juste de remonter, et après une très bonne première saison, il devient le capitaine de la nouvelle génération montpelliéraine qu'il mène en finale de la coupe de la Ligue en 2011. Poussé sur le banc par la nouvelle génération montpelliéraine, il décroche cependant son deuxième titre de champion de France le 20 mai 2012, avec le Montpellier HSC. À la fin de la saison 2012-2013, après deux saisons avec un faible temps de jeu, Romain Pitau arrête sa carrière de joueur professionnel.
Romain Pitau poursuit néanmoins dans le football en devenant entraîneur des -14 ans du MHSC de 2013 à 2017. Le 2 juin 2017, il devient l'entraîneur de l'équipe réserve de son dernier club en tant que joueur professionnel, le Montpellier Hérault Sport Club. En mai 2020, il obtient son Brevet d'Entraîneurs Professionnel de football (BEPF) après un an de formation menée par Franck Thivillier, Francis Gillot et Lionel Rouxel.
Le 17 octobre 2022, il devient l’entraîneur par intérim du Montpellier HSC après la mise a pied d'Olivier Dall'oglio. Malgré aucune victoire en 4 journées, le président Laurent Nicollin déclare maintenir en poste Romain Pitau jusqu'à la fin de la saison. 15e à la 22e journée de Championnat, il est finalement limogé le 7 février 2023  .

## Statistiques
| Saison                | Club                   | Championnat           | Championnat | Championnat | Coupe nationale | Coupe nationale | Coupe de la Ligue | Coupe de la Ligue | Supercoupe | Supercoupe | Compétition(s) continentale(s) | Compétition(s) continentale(s) | Compétition(s) continentale(s) | Total | Total |
| Saison                | Club                   | Division              | M.          | B.          | M.              | B.              | M.                | B.                | M.         | B.         | Comp.                          | M.                             | B.                             | M.    | B.    |
| 1997 - 1998           | RC Lens                | Division 1            | 2           | 0           | -               | -               | -                 | -                 | -          | -          | -                              | -                              | -                              | 2     | 0     |
| 1998 - 1999           | US Créteil             | National              | 35          | 1           | -               | -               | -                 | -                 | -          | -          | -                              | -                              | -                              | 35    | 1     |
| 1999 - 2000           | US Créteil             | Division 2            | 33          | 3           | 1               | 0               | 1                 | 0                 | -          | -          | -                              | -                              | -                              | 35    | 3     |
| 2000 - 2001           | US Créteil             | Division 2            | 34          | 1           | -               | -               | -                 | -                 | -          | -          | -                              | -                              | -                              | 34    | 1     |
| 2001 - 2002           | OGC Nice               | Division 2            | 34          | 3           | 1               | 0               | -                 | -                 | -          | -          | -                              | -                              | -                              | 35    | 3     |
| 2002 - 2003           | OGC Nice               | Ligue 1               | 35          | 0           | -               | -               | -                 | -                 | -          | -          | -                              | -                              | -                              | 35    | 0     |
| 2003 - 2004           | OGC Nice               | Ligue 1               | 33          | 2           | 2               | 0               | 3                 | 0                 | -          | -          | Int.                           | 4                              | 0                              | 42    | 2     |
| 2004 - Août 2004      | OGC Nice               | Ligue 1               | 2           | 0           | -               | -               | -                 | -                 | -          | -          | Int.                           | 2                              | 0                              | 4     | 0     |
| Août 2004 - 2005      | FC Sochaux-Montbéliard | Ligue 1               | 36          | 1           | 3               | 0               | 2                 | 1                 | -          | -          | C3                             | 8                              | 0                              | 49    | 2     |
| 2005 - 2006           | FC Sochaux-Montbéliard | Ligue 1               | 38          | 0           | 3               | 0               | -                 | -                 | -          | -          | -                              | -                              | -                              | 41    | 0     |
| 2006 - 2007           | FC Sochaux-Montbéliard | Ligue 1               | 33          | 1           | 6               | 2               | 3                 | 0                 | -          | -          | -                              | -                              | -                              | 42    | 3     |
| 2007 - 2008           | FC Sochaux-Montbéliard | Ligue 1               | 32          | 2           | -               | -               | -                 | -                 | 1          | 0          | C3                             | 2                              | 0                              | 35    | 2     |
| 2008 - 2009           | FC Sochaux-Montbéliard | Ligue 1               | 33          | 1           | -               | -               | 2                 | 0                 | -          | -          | -                              | -                              | -                              | 35    | 1     |
| 2009 - 2010           | Montpellier HSC        | Ligue 1               | 36          | 0           | -               | -               | -                 | -                 | -          | -          | -                              | -                              | -                              | 36    | 0     |
| 2010 - 2011           | Montpellier HSC        | Ligue 1               | 30          | 0           | -               | -               | 3                 | 0                 | -          | -          | C3                             | 1                              | 0                              | 34    | 0     |
| 2011 - 2012           | Montpellier HSC        | Ligue 1               | 10          | 0           | 4               | 0               | 2                 | 0                 | -          | -          | -                              | -                              | -                              | 16    | 0     |
| 2012 - 2013           | Montpellier HSC        | Ligue 1               | 16          | 0           | 1               | 0               | 3                 | 0                 | -          | -          | C1                             | 1                              | -                              | 21    | 0     |
| Total sur la carrière | Total sur la carrière  | Total sur la carrière | 472         | 15          | 21              | 2               | 19                | 1                 | 1          | 0          | -                              | 18                             | 0                              | 531   | 18    |

## Palmarès
RC Lens
- Champion de France : 1998

 FC Sochaux-Montbéliard
- Coupe de France : 2007

 Montpellier HSC
- Champion de France : 2012